# Brooklyn Baby
Singles de Lana Del Rey
Ultraviolence (en)
(2014) Wait for Life (en)
(2015)
Pistes de Ultraviolence
Shades of Cool
(3) West Coast
(5)
Brooklyn Baby est une chanson de la chanteuse américaine Lana Del Rey. Elle servira pour son troisième album studio, Ultraviolence. Elle a été coécrite avec Barrie O'Neill. Dan Auerbach est le producteur du titre. La chanson a été diffusée le 8 juin 2014 par Polydor et Interscope Recordsen tant que 4e single d'Ultraviolence.

## Développement
Brooklyn Baby est le quatrième single extrait de l'album Ultraviolence.
Lana Del Rey déclare avoir écrit cette chanson en s'inspirant du chanteur Lou Reed. Elle s'est rendue à New York dans le but de travailler avec lui mais il est mort le jour de son arrivée.

## Composition
Miriam Coleman du magazine Rolling Stone déclare que cette chanson lui rappelle les girl group des années 1960.
Lana Del Rey y décrit des clichés sur la culture hipster, la génération Y et le quartier de Brooklyn sur un air de dream pop. La chanson est aussi à propos d'une relation qu'entretient une femme avec un homme plus vieux qu'elle.

## Réception

### Réception critique
Brooklyn Baby reçoit des critiques majoritairement positives.
Elle est la 22e meilleure chanson de l'année 2014 selon le magazine Rolling Stone.

## Classements et certifications
| Pays                                 | Meilleure position |
| ------------------------------------ | ------------------ |
| Australie (ARIA)                     | 35                 |
| Autriche (O3 Austria Top 40)         | 64                 |
| Belgique (Ultratop 50)               | 32                 |
| Canada (Canadian hot 100)            | 60                 |
| Espagne (Promusicae)                 | 36                 |
| États-Unis (Billboard)               | 1                  |
| Finlande (Suomen virallinen lista)   | 6                  |
| France (SNEP)                        | 33                 |
| Nouvelle-Zélande (Recorded Music NZ) | 19                 |
| Italie (FIMI)                        | 50                 |
| Pays-Bas (Single Top 100)            | 87                 |
| Royaume-Uni (OCC)                    | 86                 |
| Suisse (Schweizer Hitparade)         | 16                 |

## Historique de sortie
| Pays         | Date        | Format                 | Label                         |
| ------------ | ----------- | ---------------------- | ----------------------------- |
| Monde entier | 8 juin 2014 | Téléchargement digital | Interscope Records et Polydor |